# Rhagonycha parviocellata
Rhagonycha parviocellata es una especie de coleóptero de la familia Cantharidae.

## Distribución geográfica
Habita en Corea del Sur.